# 김순효자문
김순효자문은 충청북도 음성군 맹동면에 있다. 2001년 12월 7일 음성군의 향토문화유적 제10호로 지정되었다.

## 개요
이 효자문은 김순의 효행을 기리기 위하여 1883년(조선 고종 20년)에 건립한 효자문으로, 정면 1칸, 측면 1칸의 맛배지붕 목조기와집이다. 1983년 통동저수지 축조 공사로 현재의 위치로 옮겨 세웠다.